# مسجد الفتاح العليم
مسجد الفتاح العليم هو أحد مساجد العاصمة الإدارية الجديدة في مصر ذات الطراز المعماري الإسلامي الحديث والمميز. يقع المسجد في مدخل العاصمة الإدارية على الطريق الدائري الأوسطي، وافتتح في 6 يناير 2019 في نفس توقيت افتتاح كاتدرائية ميلاد المسيح وهي أكبر كاتدرائية في الشرق الأوسط وتقع في نفس المدينة.

## الموقع
المسجد مدخل العاصمة الإدارية على الطريق الدائري الأوسطي ويبعد مسافة ساعة ونصف عن القاهرة.

## الشركات المنفذة
| الدور              | المؤسسة / الشركة                           | المسؤؤل                                                       | ملاحظات                                                                              |
| ------------------ | ------------------------------------------ | ------------------------------------------------------------- | ------------------------------------------------------------------------------------ |
| الإشراف العام      | الهيئة الهندسية للقوات المسلحة             |                                                               |                                                                                      |
| الاستشاري الإنشائي | المهندسون الاستشاريون العرب (محرم - باخوم) |                                                               |                                                                                      |
| الاستشاري المعماري | برفكت للاستشارات الهندسية                  | المهندس/ أشرف هلال                                            |                                                                                      |
| التصميم المعماري   | فرع تصميمات إدارة المهندسين العسكريين      | العميد الدكتور/ أشرف العربي، المقدم المعماري/ بهاء الدين شوقي |                                                                                      |
| المقاولون المنفذون | المقاولون العرب                            | المهندس/ هاني ماهر (مدير المشروع)                             | لأعمال تنفيذ المسجد الرئيسي والمسجد السفلي والمآذن والسور وخزان المياه بجانب المرافق |
| المقاولون المنفذون | أبناء حسن علام                             |                                                               | لأعمال الطرق                                                                         |
| المقاولون المنفذون | النساجون الشرقيون                          |                                                               | لأعمال فرش السجاد                                                                    |
| المقاولون المنفذون | علي حمامة                                  |                                                               | للأعمال الخشبية                                                                      |
| المقاولون المنفذون | كريستال عصفور                              |                                                               | لأعمال النجف                                                                         |
| المقاولون المنفذون | إكسبريس                                    |                                                               | لأعمال الزراعة والمناظر الطبيعية                                                     |

## الوصف

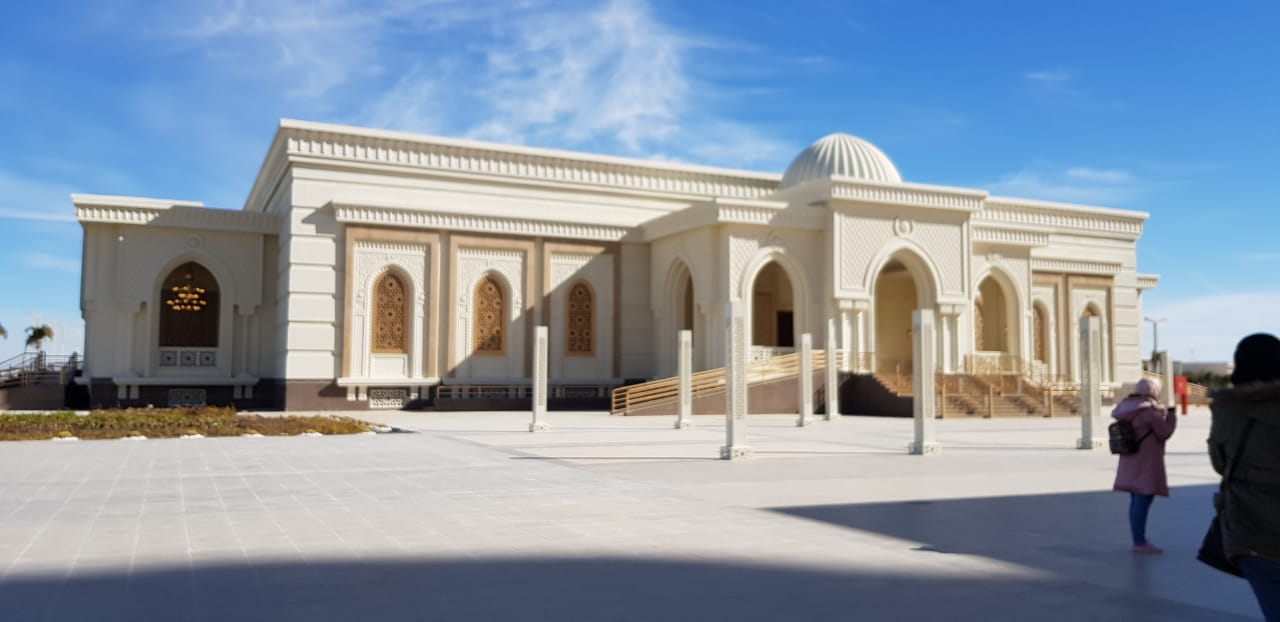
إحدى دور المناسبات بالمسجد

أقيم المسجد على مساحة 106 فدان منها 2 فدان تقريباً (8600م²) هي مساحة مبنى المسجد، و7000م² ساحة خارجية مخصصة للصلاة، أسفلها «بدروم» به مصلى يومي «مسجد مصغر» للرجال والسيدات وقاعات لتحفيظ القرآن وأماكن للوضوء ومكتبة ومكاتب إدارية، وباقي المساحة الخارجية مخصصة للمباني والطرق والمناظر الطبيعية.
يسع المسجد بالكامل 17000 مصل تقريباً موزعة على: 6500 دور أرضي (الصحن الرئيسي)، 1200 دور أول «دور الميزانين» (مصلى سيدات)، 7000 مساحة خارجية، 2000 المسجد المصغر. للمسجد 4 مآذن بارتفاع 95م (90م ارتفاع المئذنة + 5م ارتفاع الهلال)، ويعلوه 21 قبة تتمثل في: القبة الرئيسية للمسجد (قطر 33م وارتفاع داخلي 28م وارتفاع عن الأرض 44م ووزن 5000 طن)، وهي أكبر قبة لمسجد في مصر وأفريقيا، بالإضافة إلى عدد 4 قباب ثانوية (قطر 11.75م وارتفاع داخلي 10.25م وارتفاع عن الأرض 29م)، بخلاف 6 قباب صغيرة (أعلى المداخل الرئيسية وقاعات المناسبات)، و10 قباب أخرى (أعلى الأسوار الخارجية).
للمسجد 6 مداخل وعدد 2 مدخل جانبي لمصلى السيدات بالدور الأول «الميزانين». المسجد أيضاً به مسار للمراسم الجنائزية بطول 408م وعرض 28م لإجراء مراسم الجنازات الرسمية مزود بصروح عملاقة لبداية المسار ونهايته بالإضافة لصروح على جانبي المسار. يضم المسجد عدد 2 مبنى تشتمل على 7 قاعات مناسبات وتتواجد على جانبي المسجد، تتسع لـ 2440 فرد.

## الافتتاح
افتتح عبد الفتاح السيسي رئيس جمهورية مصر العربية ومحمود عباس رئيس دولة فلسطين المسجد في 6 يناير 2019 بالتزامن مع افتتاح كاتدرائية ميلاد المسيح بالعاصمة الإدارية الجديدة وأقيمت أول صلاة جمعة به في 11 يناير 2019 وقام بإلقاء خطبتها الشيخ أسامة الأزهري.

## معرض صور

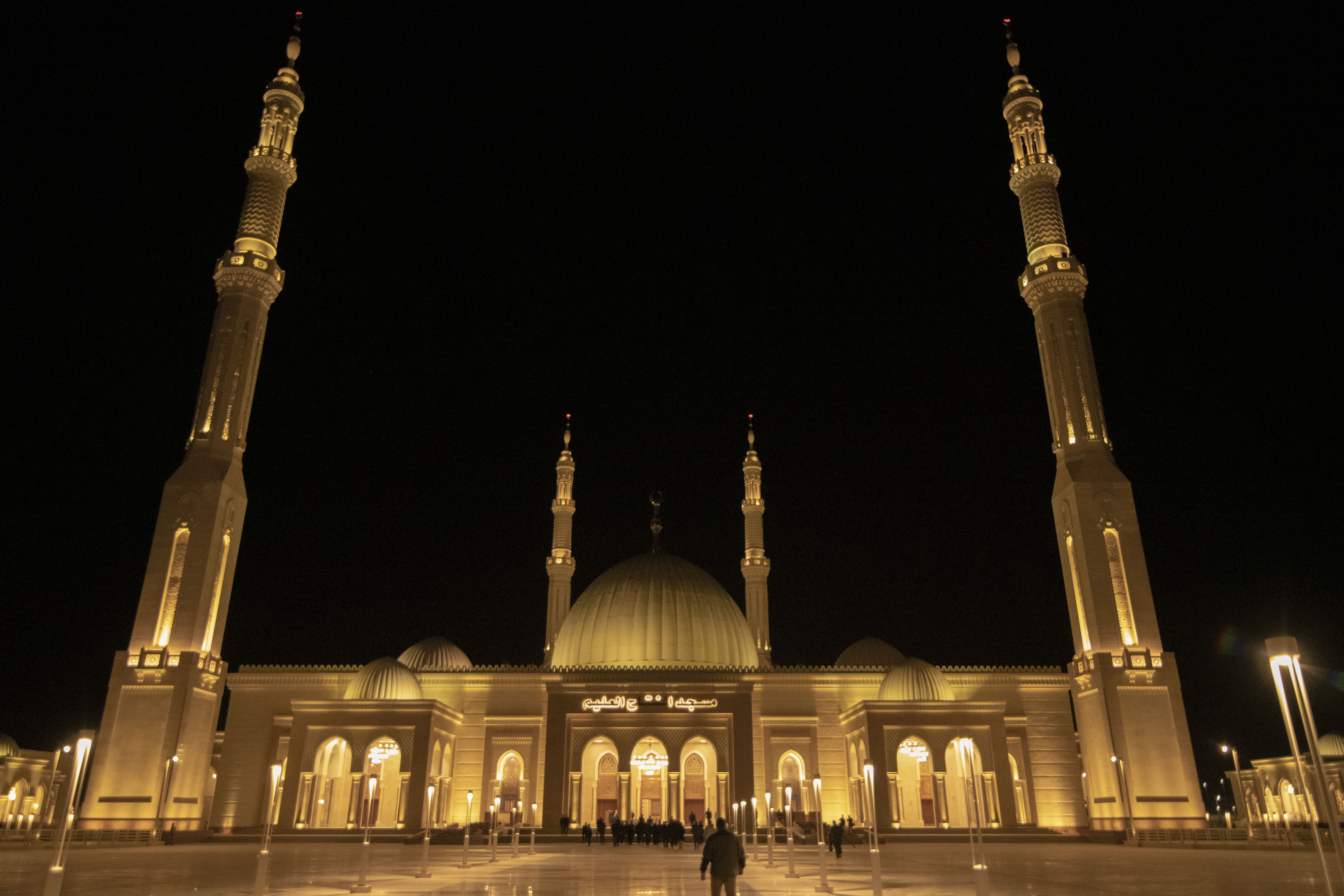
منظر عام للمسجد
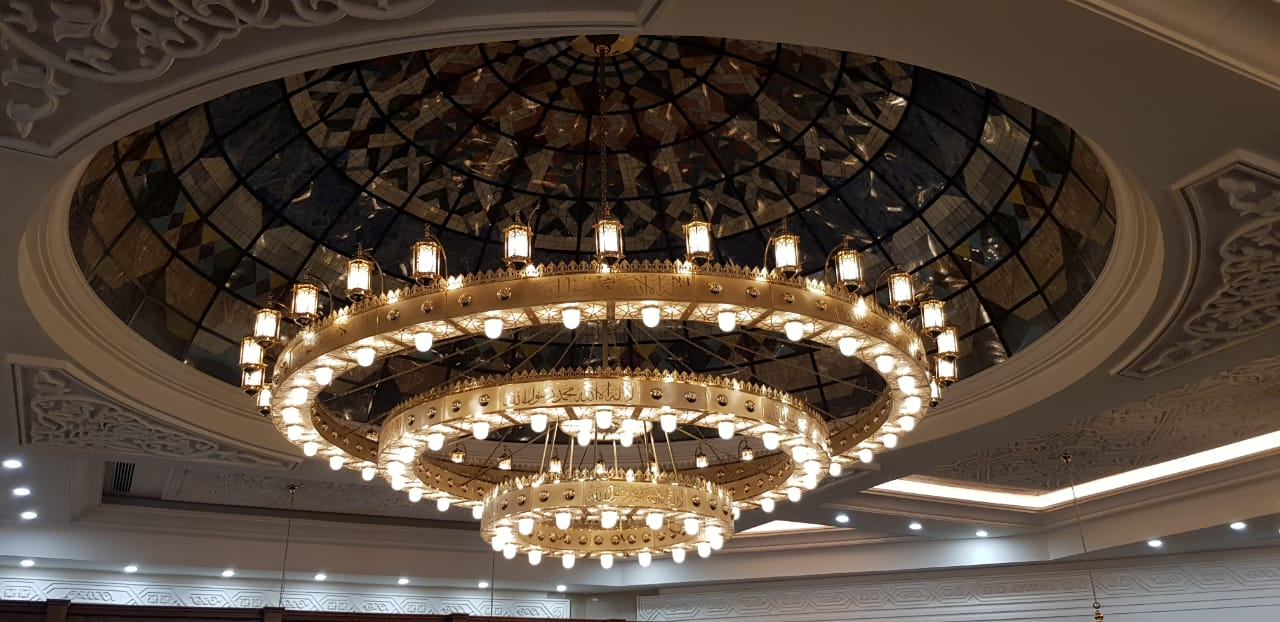
الصحن الداخلي للمسجد